# Pilot de proves
Un pilot de proves és una persona que treballa professionalment en el desenvolupament, avaluació i testeig d'avions i aeronaus experimentals. Les pilots de proves són aviadores, o pilots, que treballen per organismes militars i empreses privades transnacionals.
Avaluar una aeronau requereix que aquesta porti a terme una sèrie de maniobres específiques per prendre nota dels resultats. Això es fa amb el propòsit de determinar si l'avió reacciona de la manera que s'espera segons el seu disseny i característiques. Aquest és un pas crucial per determinar si el disseny d'un nou aparell o la modificació d'un ja existent és correcte o no.

## Riscos i mortalitat
Els nivells de risc han disminuït substancialment des del 1960. L'índex de mortalitat a la dècada dels 50 del segle xx era d'un pilot per setmana. L'evolució tècnica dels avions, el perfeccionament dels testos dels avions a terra, incloent simuladors de vol, i recentment la utilització de sistemes de control remot han contribuït a incrementar exponencialment la seguretat de les persones, tot i que el vol experimental resta el més perillós de tots els tipus de pilotatge.

## Qualificacions
Les aptituds necessàries per un o una pilot de proves inclouen:
- Comprensió del pla de proves.
- Seguiment al pla de proves, pilotant l'avió d'una manera estrictament específica.
- Documentació acurada de cada test.
- Tenir una excel·lent comprensió de l'avió i el seu comportament.
- Tenir unes excel·lents habilitats per solucionar problemes per si alguna cosa falla durant el test.
- Tenir la capacitat de manejar diferents problemes alhora.
- Tenir un excel·lent coneixement d'enginyeria aeronàutica, cosa que els permet comprendre com està anant la prova i per què.

L'habilitat de pilotatge no és tan necessària com les habilitats analítiques i de seguiment del pla de vol.

## Història
Els vols de prova com a activitat rutinària van començar durant la Primera Guerra Mundial a la Gran Bretanya. Durant la dècada de 1920, els vols de prova els va dur a terme la RAE (Destacament Aeronàutic Reial) a la Gran Bretanya i per la NACA (Comitè Consultiu Nacional d'Aeronàutica) als Estats Units. Durant la dècada dels cinquanta es van allistar pilots que esdevindrien poc després astronautes. Als anys 50, la NACA va transformar-se en l'Administració Nacional d'Aeronàutica i de l'Espai, la NASA. Durant aquests anys, el simple vol per provar l'estabilitat i la maniobrabilitat dels aparells va evolucionar en una professió qualitativament molt més científica.
L'escola de pilotatge de proves més antiga del món és l'ara anomenada Empire Test Pilots School, a la RAF Boscombe Down al Regne Unit.

## Pilots de prova notables
La llista d'alguns dels pilots de proves més notables inclou a:
- General Major Charles E. "Chuck" Yeager, el primer a sobrepassar la velocitat del so.
- George Welch, pilot de proves de la North American Aviation, i del que es diu que va superar la velocitat del so dies abans que Yeager.
- Gerry Sayer, pilot del primer avió de reacció britànic, el 1941.
- Adrienne Bolland,
- Beryl Markham, pionera de "vol salvatge" i la primera persona a volar d'Anglaterra a Amèrica del Nord sense escales.
- Jean Batten, la primera en el món a fer el vol en solitari d'Anglaterra a Nova Zelanda l'any 1936.
- Jacqueline Cochran,
- Neil Armstrong, pilot de l'X-15 i primera persona a trepitjar la Lluna.
- "Tex" Johnston, pilot del prototip del 707 de Boeing.
- André Edouard Turcat, pilot del prototip del Concorde.
- Mike Melvill, primer pilot espacial amb finançament privat.
- Hanna Reitsch, cèlebre per l'obtenció de diversos rècords esportius i les seves contribucions com a pilot de proves a la Luftwaffe.
- Joe Walker, pilot de l'X-15, va sobrepassar la frontera entre l'atmosfera i l'espai exterior en un avió.